# Point Pleasant, Virginia de Vest
Point Pleasant este un oraș și sediul al Comitatului Mason, Virginia de Vest, SUA, situat la confluența râurilor Ohio și Kanawha. Conform recensământului din 2010, populația orașului era de 4.350 de locuitori.

## Date geografice
Conform United States Census Bureau, orașul are o suprafață totală de 8.03{\displaystyle km^{2}}, din care 6.22{\displaystyle km^{2}} este uscat și 1.81{\displaystyle km^{2}}apă.
Point Pleasant este situat la 38°51′27″N 82°7′43″V / 38.85750°N 82.12861°V.
Point Pleasant este casa Parcului Krodel și Tu-Endie-Wei.

## Demografie

### Recensământul din 2010
Conform recensământului din 2010, existau 4.350 de persoane, 2.014 gospodării și 1.162 de familii. Densitatea populației era de 1,812.5 locuitori/{\displaystyle mila^{2}} (699.8/{\displaystyle km^{2}}). Erau 2.244 de case la o densitate medie de 935.0/{\displaystyle mila^{2}} (361.0/{\displaystyle km^{2}}). Din punct de vedere etnic, orașul era format din 95.9% populație albă, 1.3% afro-americană, 0.3% ameridieni, 0.6% asiato-americani, 0.3% din Insulele Pacificului și 1.7% din două sau mai multe rase. Hispanoamericanii și latinoamericanii formau 0.6% din populația orașului.
Din cele 2.014 gospodării, în 25.7% existau familii cu copii cu vârsta de până la 18 ani, 37.9% erau cupluri căsătorite fără copii, 16.0% erau femei necăsătorite, în 3.8% erau bărbați necăsătoriți și în 42.3% erau indivizi care nu locuiau alături de propria familie. În 18.7% din case locuiau persoane cu vârsta de 65 de ani sau peste. 
Vârsta medie în oraș era de 44 de ani. 21.5% din locuitori erau sub 18 ani, 7.8% între 18-24, 21.6% între 25-44, 27.4% erau între 45-64 și 21.6% aveau 65 de ani sau peste. Din punctul de vedere al genului, 44.9% erau bărbați și 55.1 erau femei.

### Recensământul din 2000
Conform recensământului din 2000, aici existau 4.637, 2.107 gospodării și 1.130 familii. Densitatea populației era de 1,945.6 locuitori/{\displaystyle mila^{2}} (752.3/{\displaystyle mila^{2}}). Existau 2.313 case la o densitate medie de 970.5/{\displaystyle mila^{2}} (375.2/{\displaystyle km^{2}}). Din punct de vedere etnic, orașul era 96.57% populație albă, 1.90% afro-americanii, 0.15% ameridieni, 0.60% asiato-americani, 0.19% din alte rase și 0.69% din două sau mai multe rase. Hispanoamericanii sau latinoamericanii formează 0.54% din populație.
Din cele 2.107 de gospodării, în 26.3% locuiau familii cu copii cu vârsta de până la 18 ani, 44.7% erau cupluri căsătorite fără copii, 14.4% erau femei necăsătorite, iar în 37.8% erau persoane care nu locuiau alături de propria familie În 17.8% din case locuiau persoane cu vârsta de 65 de ani sau peste.
În oraș, 21.3% din populație avea vârsta sub 18 ani, 8.4% între 18-24, 23.7% între 25-44, 26.2% între 45-64 și 20.4% aveau 65 de ani sau peste. Vârsta medie era de 43 de ani. Pentru fiecare 100 de femei, existau 83.6 bărbați. Pentru fiecare 100 de femei cu vârsta de 18 ani și peste, existau 75.3 bărbați.
Venitul mediu pe gospodărie era de 27.022$ și venitul mediu pe familie era 33.527$. Bărbații aveau un venit mediu de 31.657$, iar femeile 16.607$. Venitul pe cap de locuitor era de 16.692$. În jur de 22.2% din familii și 24.2% din populație trăia sub limita sărăciei, inclusiv 37.9% din cei cu vârsta sub 18 ani și 13.3% din cei cu vârsta de 65 de ani sau peste.

## Istorie

### Expediția Céloron
În cea de-a doua parte a anului 1749, exploratorul francez Pierre Joseph Céloron de Blainville (1693-1759) a revendicat teritoriul din Valea Ohio în numele Regatului Franței. Acesta a depus o placă de plumb la confluența râurilor Ohio și Kanawha.
Textul de pe placă este următorul:

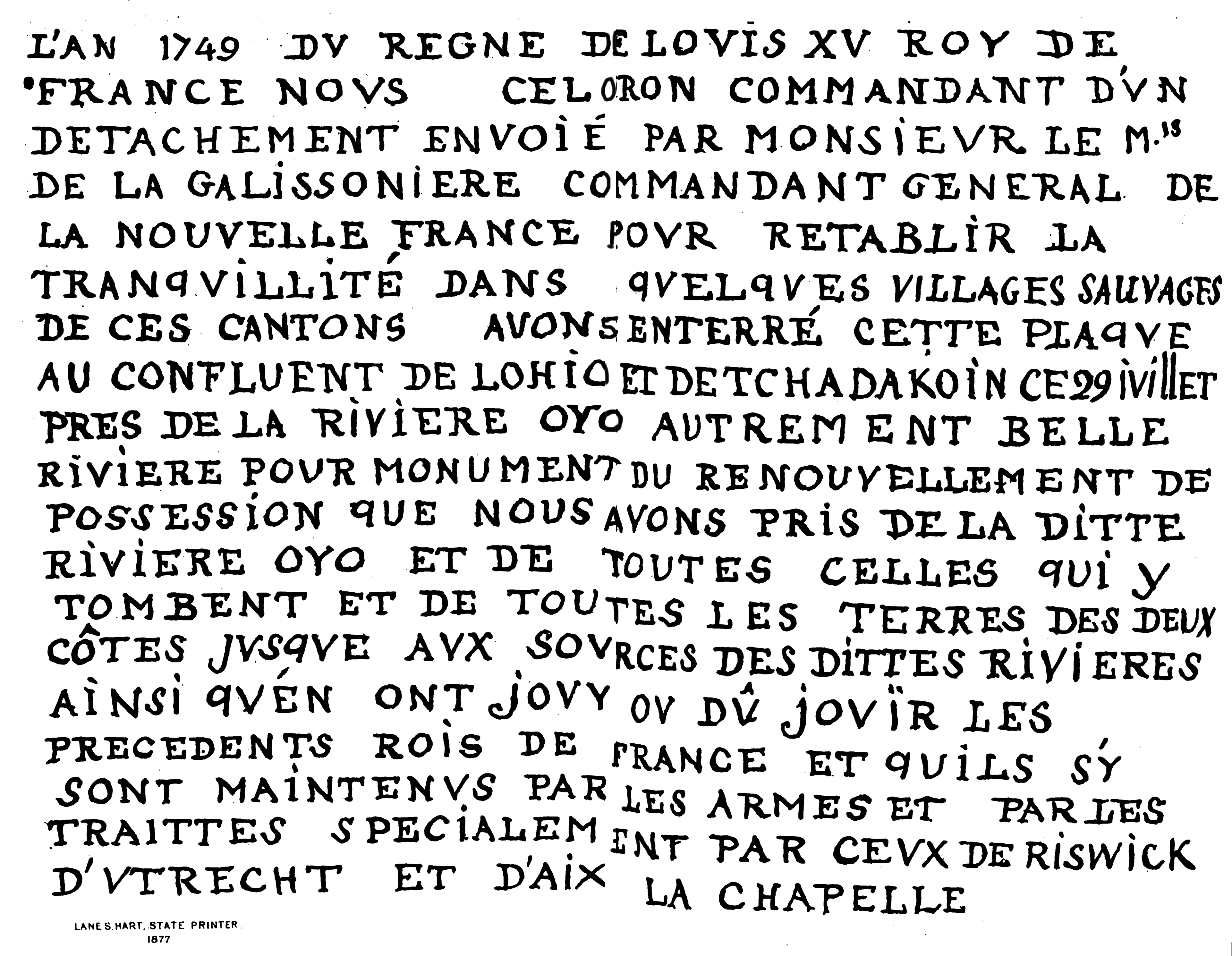
Placa depusă de exploratorul Pierre Joseph Céloron de Blainville.

L'AN 1749 DV REGNE DE LOVIS XV ROY DE FRANCE, NOVS CELORON, COMMANDANT D'VN DETACHEMENT ENVOIE PAR MONSIEVR LE MIS. DE LA GALISSONIERE, COMMANDANT GENERAL DE LA NOUVELLE FRANCE POVR RETABLIR LA TRAN QUILLITE DANS QUELQUES VILLAGES SAUVAGES DE CES CANTONS, AVONS ENTERRE CETTE PLAQUE AU CONFLUENT DE L'OHIO ET DE TCHADAKOIN CE 29 JVILLET, PRES DE LA RIVIERE OYO AUTREMENT BELLE RIVIERE, POUR MONUMENT DU RENOUVELLEMENT DE POSSESSION QUE NOUS AVONS PRIS DE LA DITTE RIVIERE OYO, ET DE TOUTES CELLE~ QUI Y TOMBENT, ET DE TOUTES LES TERRES DES DEUX COTES JVSQVE AVX SOURCES DES DITTES RIVIERES AINSI QV'EN ONT JOVY OU DV JOVIR LES PRECEDENTS ROIS DE FRANCE, ET QU'ILS S'Y SONT MAINTENVS PAR LES ARMES ET PAR LES TRAIT TES, SPECIALEMENT PAR CEVX DE RISWICK D'VTRECHT ET D'AIX LA CHAPELLE

(În anul 1749, sub domnia lui Ludovic al XV-lea; noi, Celeron, comandantul unui detașament trimis de Comandantul La Galissonière, Guvernatorul al Noii Franțe, în vederea restabilirii păcii în diverse sate săbaltice din regiune, am depus acestă placă la confluența dintre Ohio și Tchadakoin [Râurile] în această zi de 29 din Iulie lângă maulul râului, pentru a comemora recucerirea malului susmenționat și a teritoriilor din jurul ambelor râuri pănâ la izvoare, fiind protejat de foștii regi ai Franței și păstrat de forța armatelor și a tratatelor, în special de Tratatele din Rijwick, din Utrecht și Aix la Chapelle)
Totuși, expediția a avut și implicații pozitive din punct de vedere geografia. Datorită expediției lui Céloron a luat desenată prima hartă a Văii Ohio de către iezuitul Joseph Pierre de Bonnecamps.
În 1770, colonelul George Washington a vizitat confluența a ceea ce avea să devină Point Pleasant; după ce a urcat 14 mile până pe „Great Kanawha”, acesta a scris în jurnal că „Accest teritoriu abundă în bizoni și animale sălbatice de toate felurile și în felurite păsări sălbatice, iar în văi există numeroase mici bălți și lacuri pline cu lebede, găște și rațe de diferite feluri”.

### Bătălia de la Point Pleasant
În Bătălia de la Point Pleasant (10 octombrie 1774), desfășurată pe locul în care avea să fie fondat orașul, peste o mie de milițieni din Virginia, aflați sub conducerea colonelului Andrew Lewis (1720-1781), au învins forțele militare formate din războinici Shawnee și Mingo conduși de căpetenia Cornstalk (c.1720-1777). Evenimentul este celebrat local ca fiind „Primul Conflict din Războiului de Independență”, iar în 1908, Senatul Statelor Unite a autorizat construirea unui monument în amintirea celor petrecute. Totuși, majoritatea istoricilor consideră bătălia ca fiind parte a Războiului lui Dunmore, fără să aibă vreo legătură cu Războiul de Independență.

### Colonie
„Tabăra Point Pleasant” a fost înființată de colonelul Lewis în timpul conflictelor, iar viitorul orașul îi va prelua denumirea. Deși nu este cert, există posibilitatea ca Point Pleasant să fi fost fondat de către albi încă din 1774. O palisadă cunoscută sub denumirea de Fortul Blair a fost amplasată acolo în perioada respectiv. Conflictele desfășurate de-a lungul râului Ohio între albi și indieni au exclus probabil stabilirea unei așezări în lipsa unei palisade bine fortificate. În 1776, un nou fort a fost construit în locul primului fort și numit în memoria lui Peyton Randolph (1721-1775). Fortul Randolph este cunoscut ca fiind locul în care Căpetenia Cornstalk a fost ucisă în 1777. Acesta a fost abandonat în 1779.

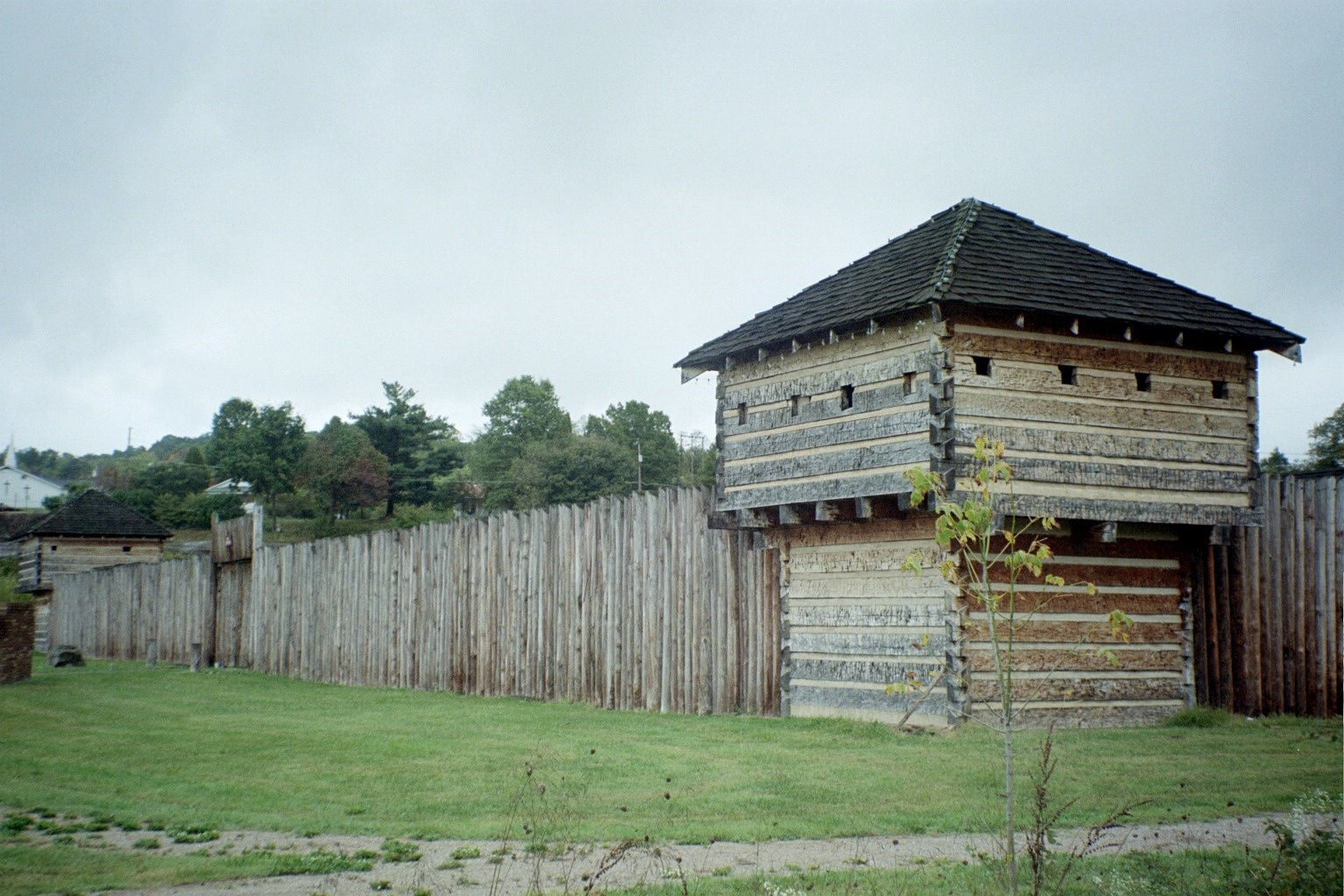
O replică a Fortului Randolph

Călătoria realizată de George Washington în Valea Răului Ohio în 1770 a fost prilejuită de acordarea de subventii militare de către guvernatorul Dinwiddie prin proclamația din 1754 ofițerilor și soldaților care au servit în Războiul Franco-indian. Inspecția a avut loc pe 52.302 acri și a fost subdivizată în anii 1780 astfel: 9.876 acri - inclusiv zona Point Pleasant - lui Andrew Lewis, 5.000 acri lui George Muse, 5.000 acri lui Peter Hogg, 8.000 acri lui Andrew Stephens, încă 3.000 de acri pentru Peter Hogg, încă 5.026 de acri pentru George Muse, 3.400 acri pentru Andrew Waggener, 6.000 acri pentru John Poulson, 6.000 acri pentru John West. În lunca Răului Kanawha, 13.532 acri pentru High Mercer și 10.990 acri pentru Washingon însuși.
Fortul Randolph a fost reconstruit în apropiere în 1785 după reluarea conflictelor dintre Guvern și indieni, însă nu a fost utilizat pentru mult timp și a fost din nou abandonat. Așezarea din Point Pleasant a fost recunoscută abia în 1794.

### Secolul XIX
Comitatul Mason a fost creat în interiorul Comitatului Kanawha în 1804 și Point Pleasant a fost desemnat drept sediu al comitatului la vremea respectivă. Conform istoricului Virgil A. Lewis, „Point Pleasant nu a prosperat timp de mulți ani [odată cu începutul secolului XIX]. Timp de cincizeci de ani, orașul nu a avut biserică, iar societatea era în declin. Exista o superstiție conform căreia din cauza uciderii lui Cornstalk în 1777 locul se afla sub incidența unui blestem pentru următorii 100 de ani”.
Point Pleasant a devenit municipiu în 1833.

### Secolul XX
Point Pleasant este cunoscut și pentru prăbușirea Podului Silver în 1967, dezastru în urma căruia 46 de oameni și-au pierdut viața.
Pe 10 octombrie 1974, Point Pleasant a sărbătorit 200 de ani de la Bătălia din Point Pleasant. O replică a Fortului Randolph a fost construită în 1973-74. Orașul a fost fondat pe teritoriul fortului; prin urmare, replica acestuia a fost plasată în Parcul Krodel la o milă depărtare.

### Registrul Național al Siturilor Istorice
Casa Eastham, Casa Lewis-Capehart-Roseberry și Câmpul de luptă Point Pleasant sunt incluse în Registrul Național al Siturilor Istorice. Întreprinderile și zonele rezidențiale sunt localizate în Districtul Istoric Point Pleasant.

## Personalități
- Printre primii coloniști din Point Pleasant se aflau și Samuel B. Clemens și soția sa Pamela, străbunicii autorului Mark Twain. Aceștia au emigrat din Comitatul Campbell, Virginia.[16]
- Point Pleasant a fost casa generalului de brigadă John McCausland. Acesta a încetat din viață la ferma sa din Grimm's Landing pe 23 ianuarie 1927, și a fost înmormântat lângă Henderson.
- Karl Probst, născut în Point Pleasant, a fost un inginer de automobile considerat drept creatorul designului Jeep (1940).
- Căpetenia Shawnee, Cornstalk, a fost luat prizonier și ucis în cele din urmă de către o mulțime furioasă în Fortul Randolph pe 10 noiembrie 1777.[17]

## Folclor

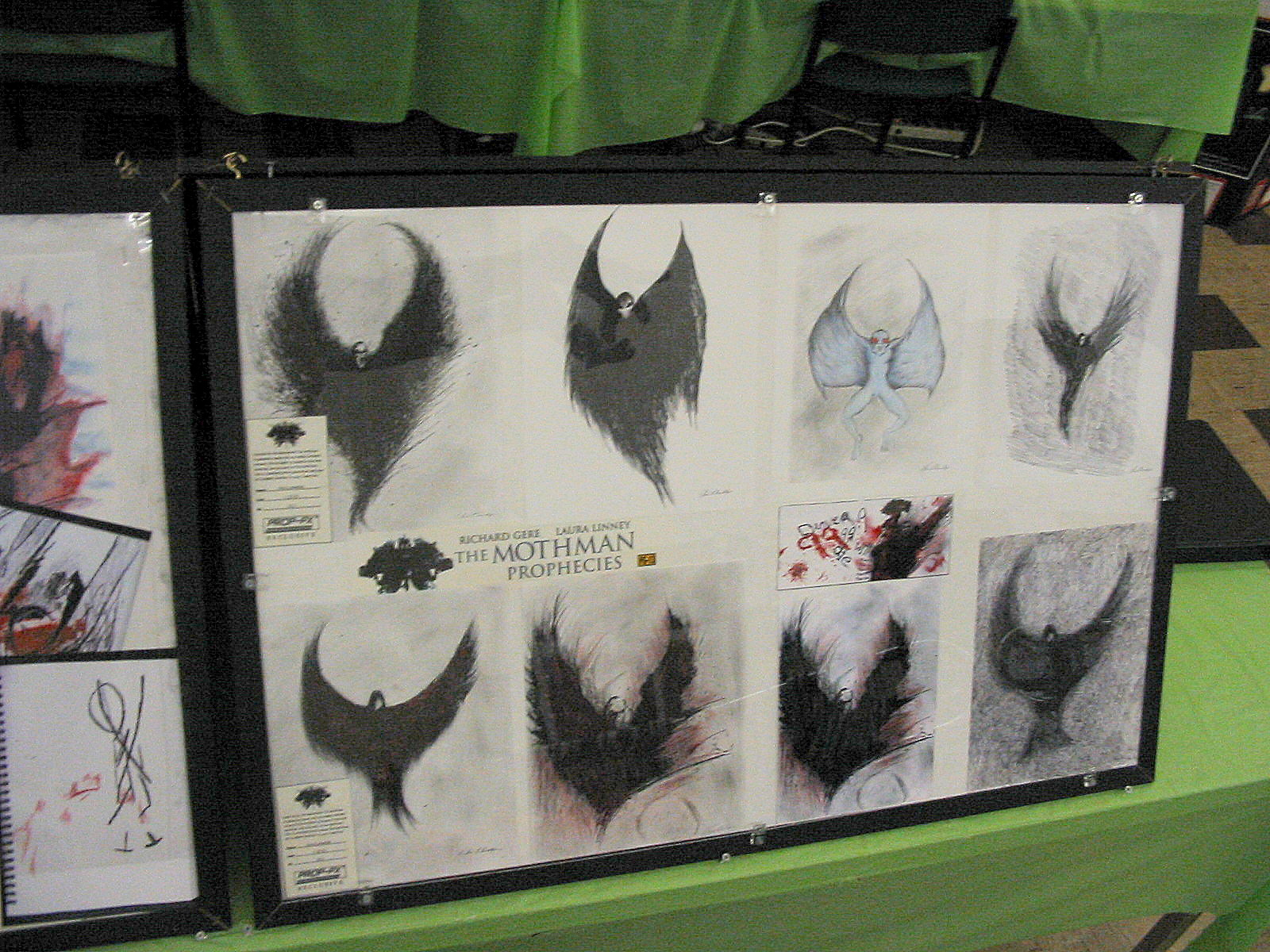
Exponate din cadrul Muzeul Omului-Molie din Point Pleasant (2009)

### Omul-molie
Pasionații de evenimente paranormale se strâng în Point Pleasant în căutarea Omului-Molie, o creatură care prevestește dezastre inevitabile și a cărei loc de baștină este o fabrică de dinamită abandonată din Al Doilea Război Mondial. Jurnalistul John Keel a publicat o lucrare intitulată The Mothman Prophecies (ro: Profețiile Omului-Molie) în 1975. Cartea a fost ecranizată în ianuarie 2002. Un alt film parțial bazat pe această legendă a fost realizat în 2010. În oraș a fost înființat Muzeul Omului-Molie, iar în fiecare an are loc Festivalul Omului-Molie unde au loc tururi, carnavale, baluri, proiecții de film și alte evenimente care celebrează „unul dintre cele mai mari atracții turistice din Point Pleasant”.

## Date climatice
Condițiile meteorologice din zonă sunt caracterizate de o distribuție egală a precipitațiilor pe parcursul unui an. Conform Clasificării Climatice a sistemului Köppen, Point Pleasant are o climă continentală.
| Date climatice pentru Point Pleasant, Virginia de Vest | Date climatice pentru Point Pleasant, Virginia de Vest | Date climatice pentru Point Pleasant, Virginia de Vest | Date climatice pentru Point Pleasant, Virginia de Vest | Date climatice pentru Point Pleasant, Virginia de Vest | Date climatice pentru Point Pleasant, Virginia de Vest | Date climatice pentru Point Pleasant, Virginia de Vest | Date climatice pentru Point Pleasant, Virginia de Vest | Date climatice pentru Point Pleasant, Virginia de Vest | Date climatice pentru Point Pleasant, Virginia de Vest | Date climatice pentru Point Pleasant, Virginia de Vest | Date climatice pentru Point Pleasant, Virginia de Vest | Date climatice pentru Point Pleasant, Virginia de Vest | Date climatice pentru Point Pleasant, Virginia de Vest |
| Luna                                                   | Ian                                                    | Feb                                                    | Mar                                                    | Apr                                                    | Mai                                                    | Iun                                                    | Iul                                                    | Aug                                                    | Sep                                                    | Oct                                                    | Nov                                                    | Dec                                                    | Anual                                                  |
| ------------------------------------------------------ | ------------------------------------------------------ | ------------------------------------------------------ | ------------------------------------------------------ | ------------------------------------------------------ | ------------------------------------------------------ | ------------------------------------------------------ | ------------------------------------------------------ | ------------------------------------------------------ | ------------------------------------------------------ | ------------------------------------------------------ | ------------------------------------------------------ | ------------------------------------------------------ | ------------------------------------------------------ |
| Maxima medie °C (°F)                                   | 7 (45)                                                 | 8 (46)                                                 | 14 (58)                                                | 21 (69)                                                | 26 (78)                                                | 30 (86)                                                | 32 (89)                                                | 31 (88)                                                | 28 (83)                                                | 22 (71)                                                | 14 (57)                                                | 8 (46)                                                 | 20 (68)                                                |
| Minima medie °C (°F)                                   | −4 (25)                                                | −4 (25)                                                | 1 (33)                                                 | 6 (42)                                                 | 11 (51)                                                | 16 (60)                                                | 18 (64)                                                | 17 (63)                                                | 13 (56)                                                | 7 (44)                                                 | 1 (34)                                                 | −3 (27)                                                | 7 (44)                                                 |
| Precipitații mm (inches)                               | 94 (3.7)                                               | 81 (3.2)                                               | 104 (4.1)                                              | 89 (3.5)                                               | 102 (4)                                                | 109 (4.3)                                              | 114 (4.5)                                              | 91 (3.6)                                               | 64 (2.5)                                               | 64 (2.5)                                               | 76 (3)                                                 | 86 (3.4)                                               | 1.077 (42,4)                                           |
| Sursă: Weatherbase                                     |                                                        |                                                        |                                                        |                                                        |                                                        |                                                        |                                                        |                                                        |                                                        |                                                        |                                                        |                                                        |                                                        |